# Slavko Kalezić
Slavko Kalezić (in montenegrino Славко Калезић; Podgorica, 4 ottobre 1985) è un cantante montenegrino, rappresentante del Montenegro all'Eurovision Song Contest 2017 con la canzone Space.

## Carriera
Nel 2013 Slavko ha partecipato alla prima stagione del talent show X Factor Adria. Pur avendo passato le audizioni, è stato eliminato nell'ultimo round prima degli show dal vivo. Il suo album di debutto, San o vječnosti, è uscito nel 2014. Il 29 dicembre 2016 è stato reso noto dall'ente radiotelevisivo nazionale montenegrino RTCG che Slavko avrebbe rappresentato il Montenegro all'Eurovision Song Contest 2017 a Kiev, in Ucraina, con il brano Space. Il 9 maggio ha partecipato alla prima semifinale, dove ha collezionato 56 punti, non sufficienti per accedere alla finale.

## Discografia

### Album in studio
- 2014 – San o vječnosti

### Singoli
- 2011 – Muza
- 2014 – Krivac
- 2015 – Feel the Music
- 2016 – Freedom
- 2017 – Space
- 2018 – El ritmo
- 2019 – Moonlit Night
- 2019 – Love Letter